# Nadberezyńcy
Nadberezyńcy – powieść Floriana Czarnyszewicza ukazująca losy mieszkańców polskich zaścianków zza Berezyny w latach 1911–1920 na tle wydarzeń historycznych. Po raz pierwszy ukazała się na emigracji w Buenos Aires w roku 1942. Dzieło było debiutem literackim pisarza, w którym zawarł on elementy własnej biografii.
Większa część powieści rozgrywa się w zaścianku Smolarnia, którego pierwowzorem była poszlachecka wieś Przesieka, leżąca koło Kliczewa na Białorusi, dziś już nieistniejąca miejscowość, w której dorastał autor.
Powieść Nadberezyńcy uważana jest za epopeję szlachty zagrodowej, zamieszkującej Kresy dawnej Rzeczypospolitej. Z tego względu zestawiana jest z Panem Tadeuszem, Trylogią czy Nad Niemnem. Ponieważ opowiada o schyłku tamtego „świata”, bywa też określana jako „polskie Przeminęło z wiatrem” lub „Wojna i pokój naszych Kresów”.
Powieścią zachwycali się pisarze i krytycy literaccy: m.in. Melchior Wańkowicz, Czesław Miłosz i Józef Czapski. Nadberezyńców uznano za „jedną z najważniejszych i najpiękniejszych powieści polskich XX wieku”.

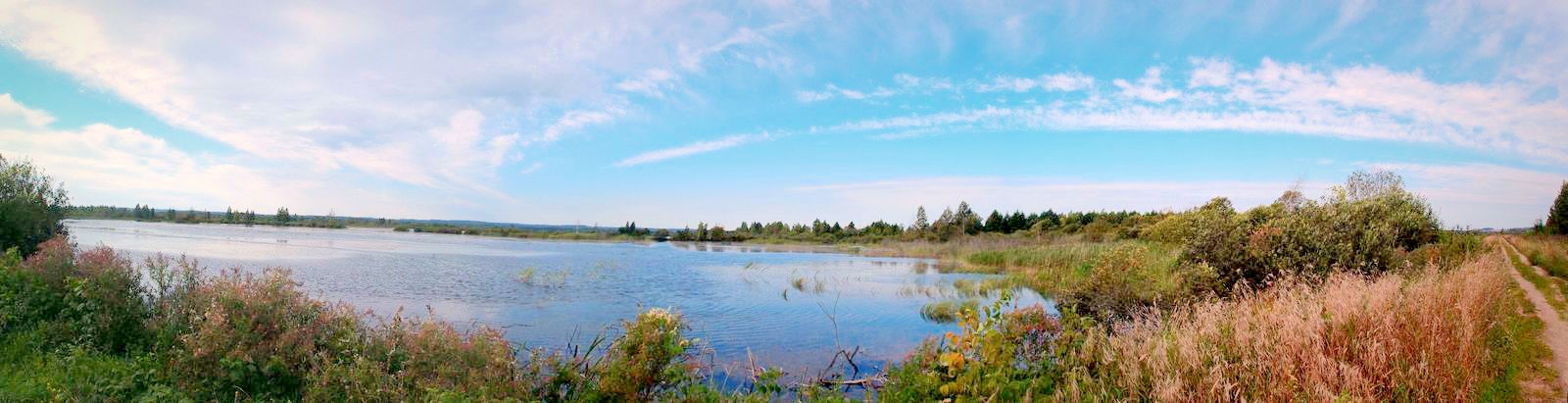
Rozlewiska Berezyny

## Gatunek

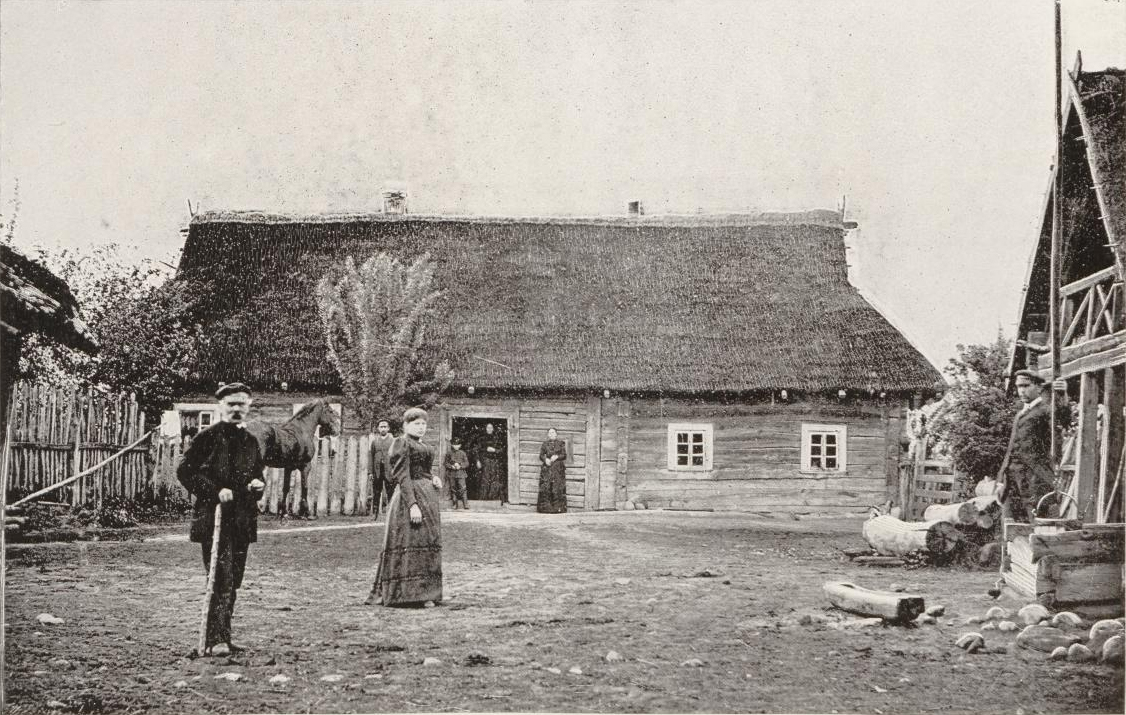
Zagroda w zaścianku szlacheckim na Białorusi, ok. 1900 r.

Nadberezyńcy są powieścią epicką, z elementami awanturniczymi i romantycznymi. Zawierają też wątki historyczne i społeczno-obyczajowe.
Język, jakim posługują się bohaterowie, jest jedynym zachowanym autentycznym świadectwem polskiej mowy szlachty zaściankowej żyjącej między Berezyną a Dnieprem. Zawiera wiele elementów gwary kresowej, pozostałości ze staropolszczyzny i zapożyczeń z białoruskiego oraz lokalnych neologizmów. Język obfituje też w elementy patosu, ale też komizmu.
Według relacji Marii Danilewicz Zielińskiej, pierwotnie Czarnyszewicz zaczął spisywać wspomnienia o swojej młodości w formie pamiętnika. Pracę nad nim rozpoczął jeszcze przed rokiem 1939. Ostatecznie pamiętnik przerodził się w trzytomową powieść, jednak w dziejach Stacha Bałaszewicza pisarz przedstawił swoje przeżycia.

## Treść i tło historyczne

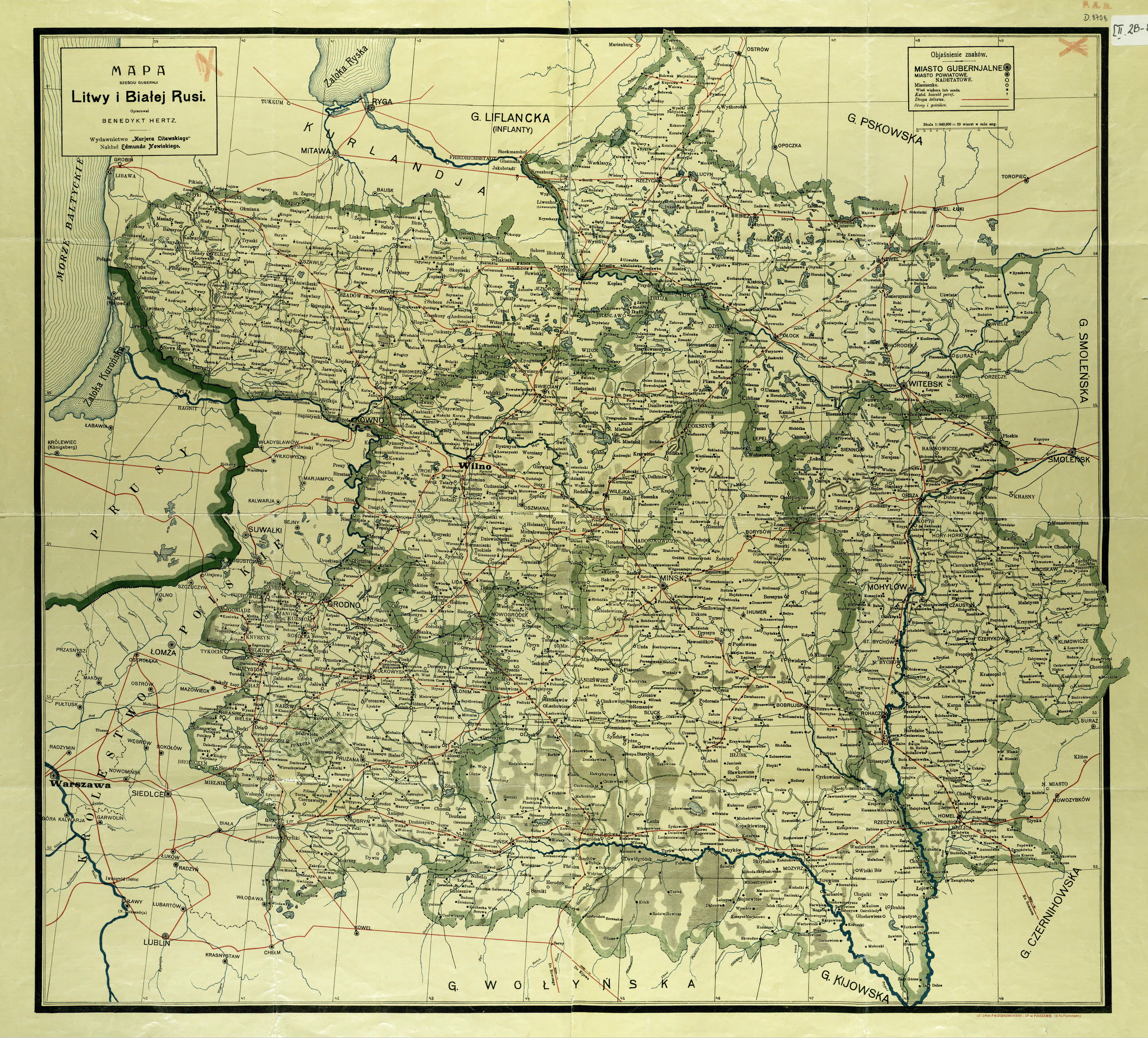
Litwa i Białoruś, mapa sprzed 1917 roku

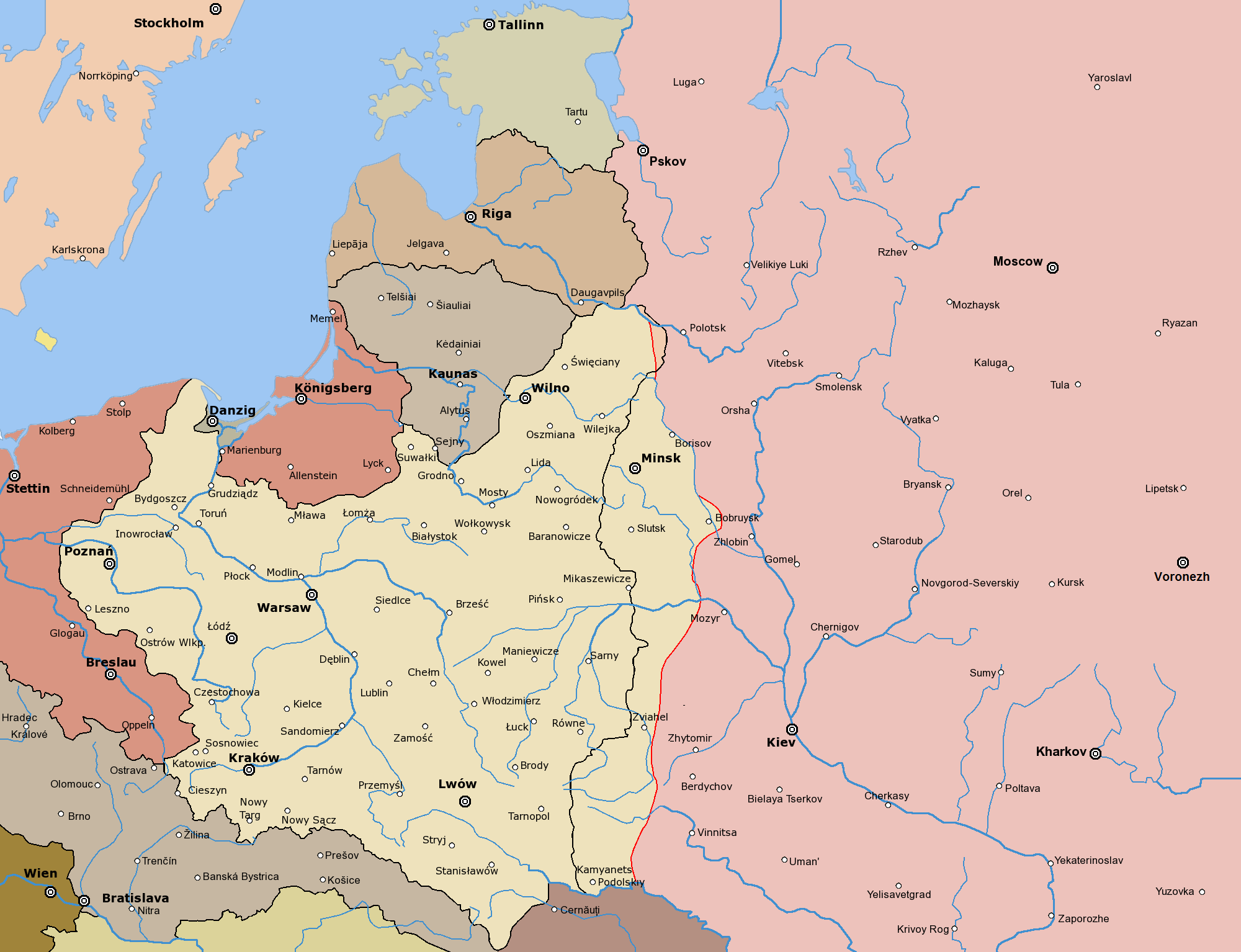
Zasięg władzy polskiej na początku 1920 roku

Kanwą powieści są losy dwóch przyjaciół – Stacha Bałaszewicza i Kościka Wasilewskiego – chłopców dorastających na początku XX wieku wśród polskich rodzin żyjących między Berezyną a górnym Dnieprem we wschodniej Białorusi, na tle obrazu społeczeństwa zamieszkującego region oraz wydarzeń historycznych z lat 1911–1920.
Od czasów unii polsko-litewskiej ziemie białoruskie nad Berezyną i górnym Dnieprem leżały w obrębie Rzeczypospolitej i znajdowały się w obszarze oddziaływania cywilizacji zachodniej. Jej wolnymi obywatelami i rdzeniem społeczeństwa, podobnie jak w całej Polsce, była szlachta – arystokracja, szlachta dworska i w końcu szlachta zagrodowa, czyli zaściankowa. Niezależnie od pochodzenia – litewskiego, ruskiego czy polskiego – szlachta w Wielkim Księstwie Litewskim przed rozbiorami zachowywała tożsamość polską. Szlachta zagrodowa często statusem materialnym nie odróżniała się od żyjącego w sąsiednich wsiach chłopstwa. Na Kresach jednak zwykle wyróżniał ją język, religia i obyczaje.
W trakcie I rozbioru (1772) Rosja zagarnęła Bramę Smoleńską i ziemie nad Dnieprem aż do rzeki Druć. Zatem cała Mińszczyzna, w tym  Bobrujsk i okolice, w których toczy się akcja powieści (w tym powieściowe „Smolarnia”, „Rogi” i „Wończa” położone kilkanaście kilometrów na zachód od Druci) nadal pozostawały na terenie Rzeczypospolitej. Zostały one zabrane przez Rosję dopiero w wyniku II rozbioru w 1793 roku, więc zaledwie 118 lat przed rozpoczęciem się akcji powieści.
Szacuje się, że liczba drobnej szlachty żyjącej na Kresach na początku XX wieku wynosiła jeszcze jakieś 300–500 tysięcy. „Archipelag” polskich dworów i zaścianków zachował się zwłaszcza na ziemiach dawnego Wielkiego Księstwa Litewskiego (na Ukrainie duże obszary zajmowały latyfundia, a po powstaniach chłopskich 1846 roku polskie ziemiaństwo przeniosło się w większości do miast, np. do Kijowa czy Lwowa). Jednym ze skupisk polskiej ludności w byłym Wielkim Księstwie Litewskim była tzw. „wyspa mińska” na terenie dawnego województwa mińskiego, gdzie rozgrywa się akcja powieści.
Nadberezyńcy są przede wszystkim obrazem „świata” tamtej kresowej szlachty zagrodowej, która – mimo ponad stu lat rugowania przez władze carskie i wtapiania się w okoliczną ludność – aż do zarania XX wieku zachowywała swoją tożsamość, język i wiarę.
Tłem powieści są dramatyczne losy polskiej ludności na dalekich Kresach, jej walka o materialne i duchowe przetrwanie, jej zwycięstwa i porażki, narastający konflikt z sąsiadującą ludnością białoruską, działalność polityczna i wojskowa mająca na celu przyłączenie ziem za Berezyną do odradzającej się Polski oraz zapowiedź nadciągającego kresu pod władzą bolszewicką.
Jednocześnie ważnym motywem powieści jest dojrzewanie młodzieży oraz ich pierwsze dorosłe wybory, w tym pięknie zarysowany wątek miłosny (Karusia i Kościk), wojenne losy w trakcie I wojny światowej, awanturniczy motyw szpiegowski oraz obrazy życia codziennego.

### Treść powieści

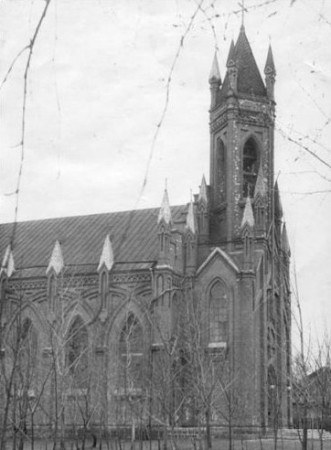
Kościół NMP w Bobrujsku, miejsce „Białej Procesji”

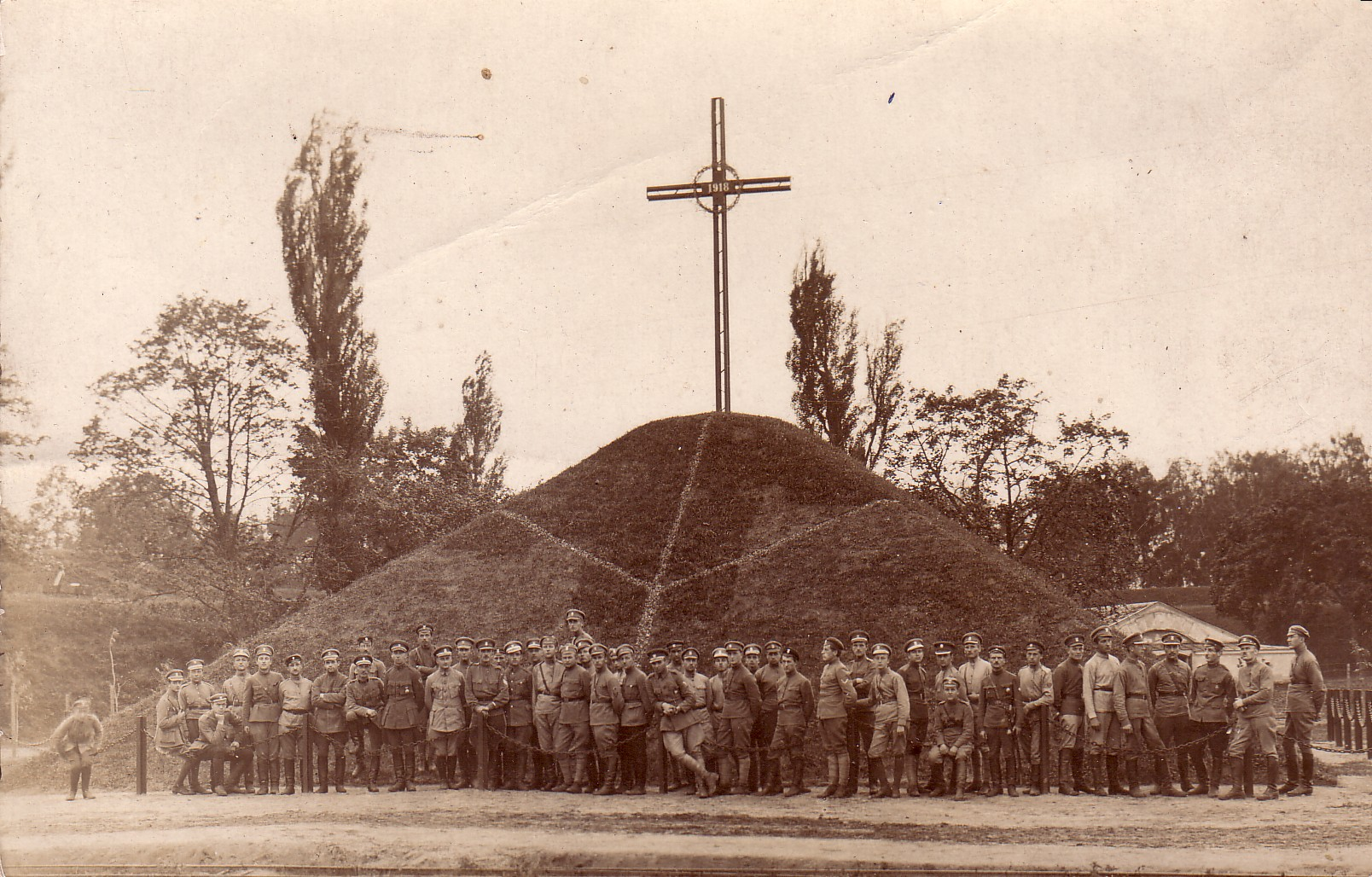
Kopiec z mogiłami polskich żołnierzy z I wojny światowej na terenie Twierdzy w Bobrujsku usypany przez I Korpus Polski w 1918 roku

Powieść zaczyna się w czerwcu 1911 roku, gdy rodzina Bałaszewiczów mieszkająca w chutorze Rogi ma zatarg z grupą wrogo nastawionych białoruskich chłopów z sąsiedniej wsi Nity. Jesienią Staś Bałaszewicz idzie na naukę do państwowej szkoły w miasteczku Wończa. Tam styka się z niechęcią rosyjskich wychowawców i części kolegów oraz nachalną rusyfikacją, ale też nawiązuje pierwsze przyjaźnie. Jako zdolny uczeń robi postępy i zaprzyjaźnia się ze starszym od siebie Kościkiem Wasilewskim, synem leśniczego z Potoki. 
Wiosną 1913 roku Bałaszewiczowie przeprowadzają się z Rogów do Smolarni, która jest dużym zaściankiem i skupiskiem szlachty zagrodowej, gdzie wciąż pielęgnuje się polski język, zwyczaje i tożsamość. Stach i Kościk dorastają wśród młodzieży smolarskiej, w atmosferze toczących się dyskusji o możliwościach ewentualnego powstania, o prowadzeniu nielegalnego nauczania polskiego czy o założeniu kaplicy.
Jednocześnie poznać można zwyczaje i życie codzienne smolarzan, którzy zmagają się z rosyjską władzą i niezrozumieniem białoruskich sąsiadów, ale też bawią się na „wieczorynkach”, uczestniczą w życiu religijnym (procesja w Bobrujsku) czy przeżywają pierwsze miłości.
Rytm życia w Smolarni i okolicznych zaściankach zaburza wybuch I wojny światowej w 1914 roku, który jednak przynosi również zmianę położenia. Do smolarzan dociera Manifest wielkiego księcia Mikołaja, który przynosi ulgę Polakom w Imperium Rosyjskim, jednak nie spełnia wszystkich oczekiwań. Polacy w „ziemiach zabranych” nadal pozbawieni są swoich praw. Młodzież smolarska pracuje przy kopaniu okopów nad Berezyną, co jest przyczyną awantury o Karusię między Kościkiem a jednym z żołnierzy. Oskarżony o próbę zabójstwa Kościk ukrywa się w puszczy.
Powiew nadziei za Berezynę przynosi organizowanie się w Bobrujsku jesienią 1915 roku przy armii rosyjskiej Brygady Strzelców Polskich. Niektórzy mieszkańcy zaścianków przedostają się nielegalnie do tych oddziałów polskich. Stach tymczasem skutecznie prowadzi działalność edukacyjną i agitacyjną wśród zrusyfikowanej szlachty nadberezyńskiej. Spotyka go za to areszt, z którego brawurowo ucieka.
Zmiana dokonuje się w wyniku klęsk Rosjan na froncie, rewolucji lutowej i obaleniu cara w 1917 roku. Przynosi to nadberezyńcom ulgę, ale też i anarchię. Na przełomie 1917 i 1918 mieszkańcy zaścianków i chutorów cierpią z powodu napadów band białoruskich. Swoją władzę umacniają bolszewicy.

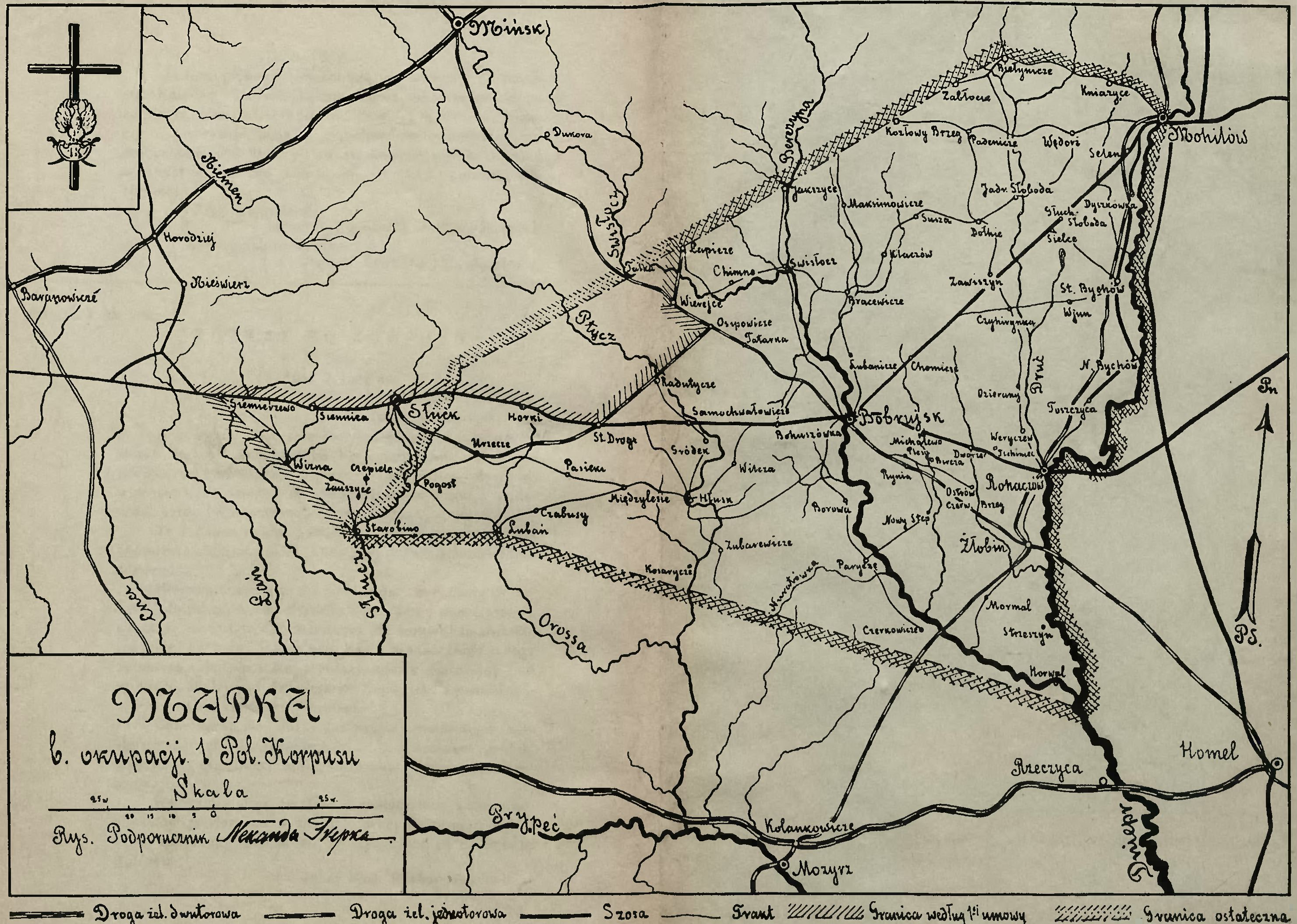
„Polska Dowborowa” – obszar zajmowany wiosną 1918 roku przez I Korpus Polski (mapka z książki Józefa Dowbor-Muśnickiego)

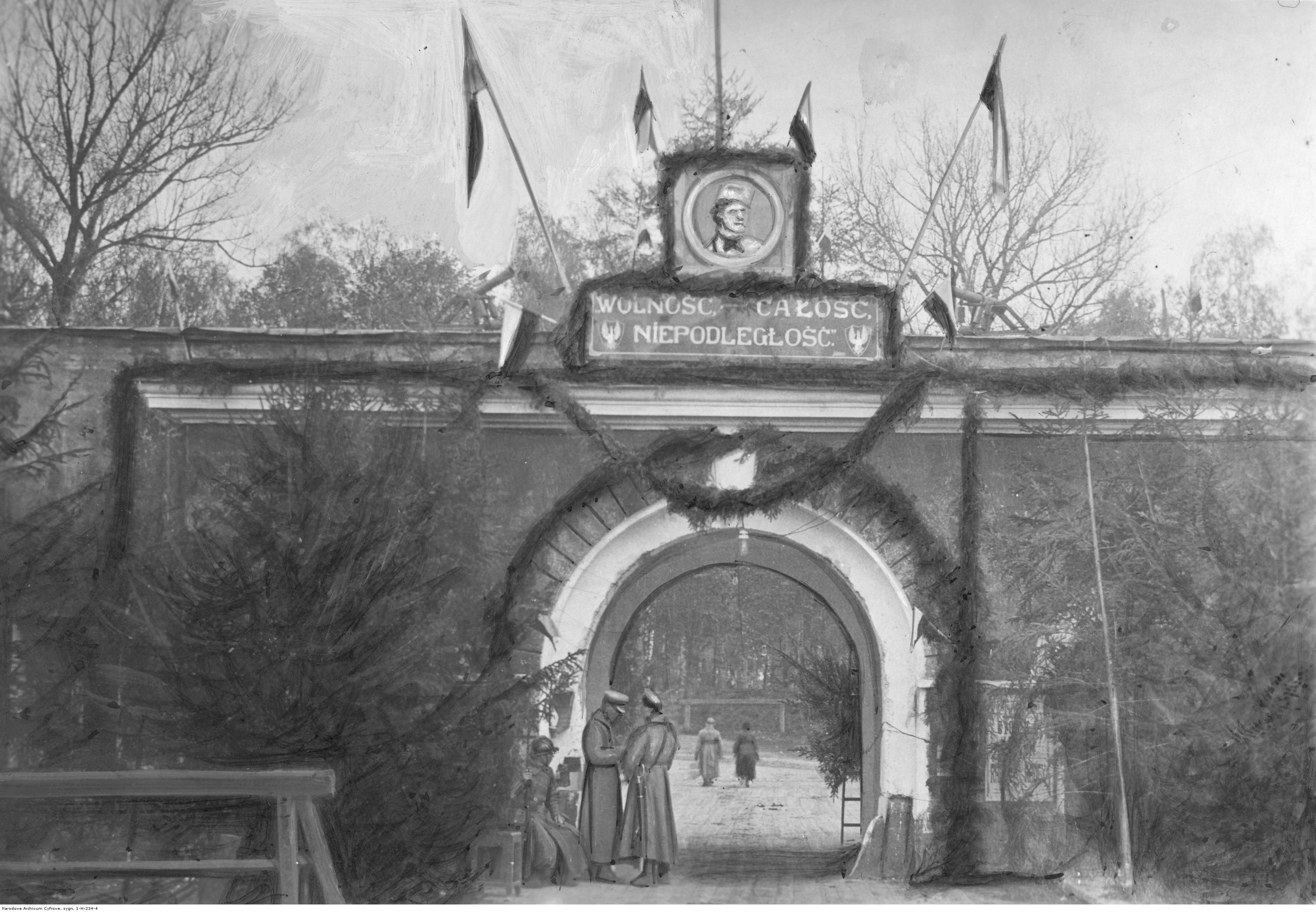
Brama Twierdzy w Bobrujsku udekorowana na święto 3 Maja w 1918 roku

Niespodziewanie w lutym 1918 roku oddziały Pierwszego Korpusu Polskiego generała Józefa Dowbor-Muśnickiego opanowują Bobrujsk zajmując obszar leżący między władzą niemiecką a rosyjską. Jest to namiastka niepodległości, pierwsza od powstania listopadowego na ziemiach dawnej Rzeczypospolitej. Powstaje „Polska Dowborowa” sięgająca od Słucka do Dniepru, do której ściągają Polacy z Rosji, Białorusi i Ukrainy. Jeden z nadberezyńców zauważa: „W Bobrujsku Polska się zaczęła, która ma być na całym naszym kraju”. Mieszkańcy zaścianków ofiarowują swoją pomoc Dowborowi, a 11 młodych smolarzan służy w polskim wojsku.
Przez kilka miesięcy nadberezyńcy przeżywają pełne nadziei „rajskie chwile” wolności. Młodzież z zaścianków oraz polscy legioniści poznają się i bawią na „wieczorynkach”. Odbywają się zaręczyny i ślub Hańki i Hipolita (barwny opis swatów, zaręczyn i wesela). Karusia jest adorowana przez pana Blinkiewicza. W Smolarni pojawia się jednak Kościk jako jeden z ułanów krechowieckich i odnawia się jego związek z Karusią. Wiosną w Wończy rozpoczyna się budowa kaplicy.
Niemiecka polityka okupacyjna sprawia jednak, że latem 1918 roku dowborczycy muszą opuścić Bobrujsk. Krótko potem i Niemcy się wycofują, a ziemie między Berezyną a Dnieprem trafiają znów pod władzę sowiecką. Mieszkańcy zaścianków cierpią z powodu represji i rekwizycji. Ujawniają się różne postawy wobec wroga.
Od wiosny 1919 roku zaczynają dochodzić pierwsze głosy o odrodzonej Polsce i posuwających się na wschód „legionach Piłsudskiego”, które gromią bolszewików. W wyniku wojny polsko-bolszewickiej jesienią 1919 wojska polskie osiągają linię Berezyny i zdobywają Bobrujsk. Smolarzanie wspierają „legiony” mając nadzieję na przesunięcie linii władzy polskiej na wschód po Dniepr. Wierzą w nadejście sprawiedliwej Rzeczypospolitej w granicach przedrozbiorowych, w której znajdzie się miejsce dla ludzi wszystkich narodowości i religii.
Marzenia smolarzan zderzają się jednak z polityczną rzeczywistością. Granica odrodzonego państwa polskiego zatrzymuje się na Berezynie, Smolarnia zostaje za kordonem. Młodzi mężczyźni z zaścianków przechodzą na stronę wojsk polskich. Kościk i Stach angażują się w działalność wywiadowczą na terenach sowieckich, głównie nad Dnieprem, przeżywając przy tym liczne przygody.
Akcja powieści kończy się zimą na początku 1920 roku (kilka miesięcy przed ofensywą bolszewicką), gdy granice władzy polskiej sięgają najdalej na wschód. Nadberezyńcy są pełni nadziei na rychły powrót ich ziem do Polski.
Częściową kontynuacją losu bohaterów Nadberezyńców jest powieść Wicik Żywica.

## Miejsca

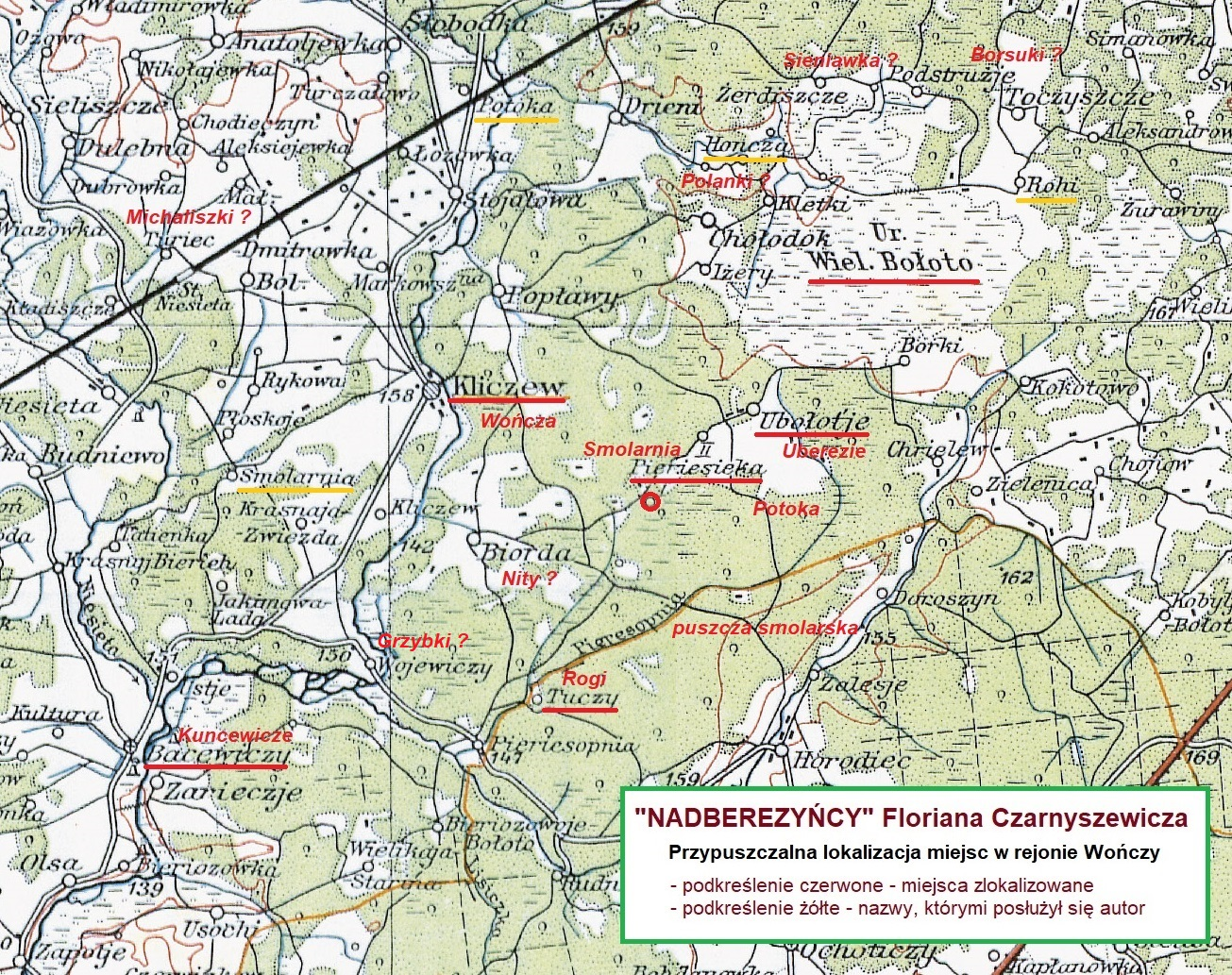
Lokalizacja miejsc z powieści w rejonie Wończy (Kliczewa). Fragment polskiej mapy wojskowej z 1934 roku.

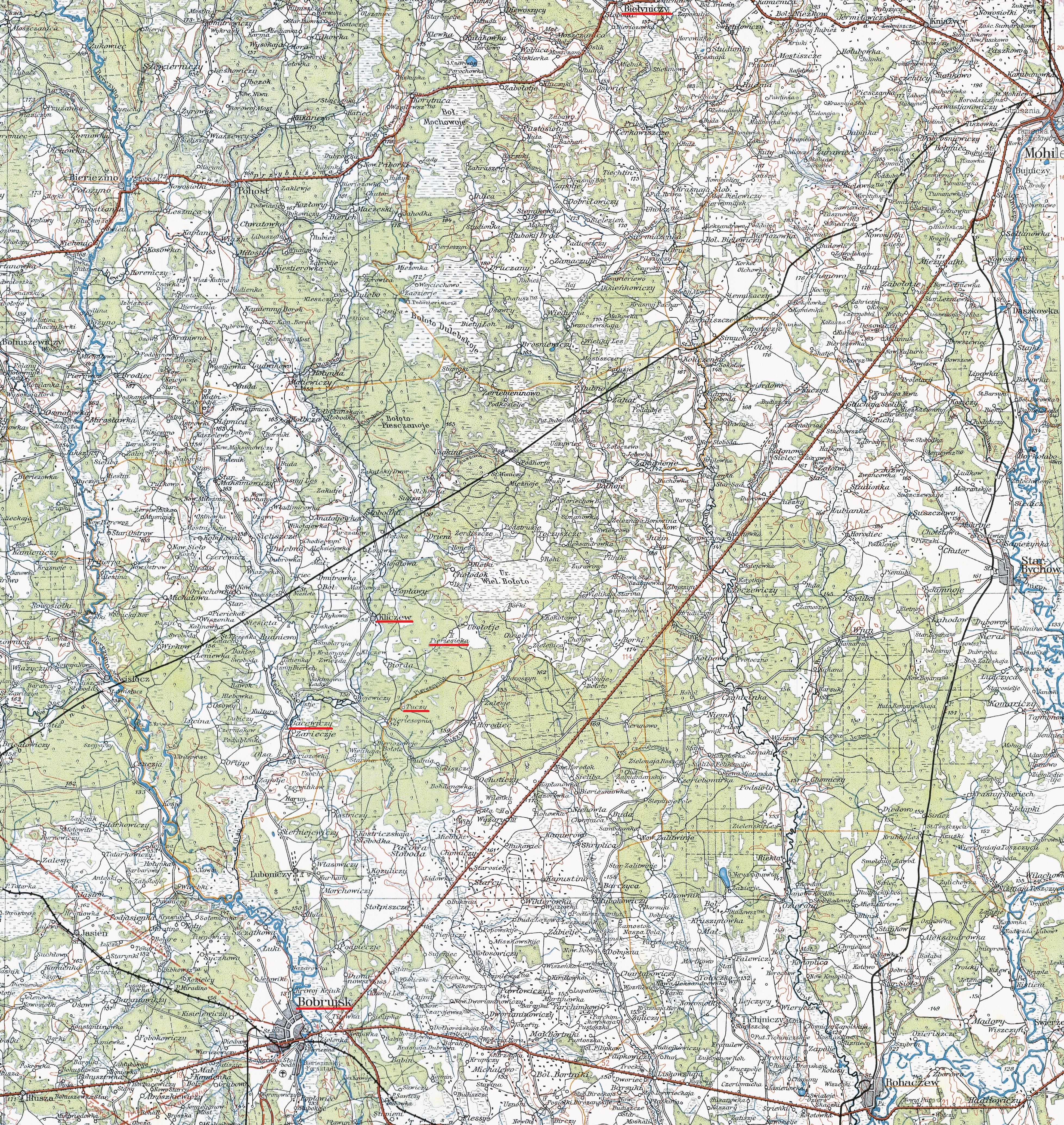
Rejon między Berezyną a Dnieprem, w której rozgrywa się akcja powieści. Zaznaczone są: Bobrujsk, Białynicze, Bacewicze, Kliczew, Przesieka i Tuczy. Na podstawie polskiej mapy wojskowej z 1934 roku.

W powieści wymienionych jest z nazwy ponad 70 miejscowości na terenie dzisiejszej wschodniej Białorusi. Niektóre z nich, głównie duże miasta (np. Bobrujsk, Białynicze, Żłobin) występują pod swoimi prawdziwymi nazwami. Jednak zdecydowana większość miejsc, choć ma pierwowzory w rzeczywistości, została ukryta pod fikcyjnymi lub zmienionymi nazwami. W niektórych przypadkach autor posłużył się w tym celu nazwami zupełnie innych miejscowości z regionu (np. Smolarnia, Rogi, Potoka).
Zabieg ten miał prawdopodobnie na celu ochronę mieszkańców opisywanych autentycznych miejscowości przed represjami sowieckimi. Na prześladowania byli narażeni Polacy, którzy po wojnie polsko-bolszewickiej w wyniku traktatu ryskiego pozostali po sowieckiej stronie. Dodatkowo w wyniku przymusowej kolektywizacji z lat 1929-1934 przesiedlenia i represje dotknęły wielu mieszkańców, zwłaszcza zamożniejszych właścicieli ziemi, tzw. kułaków. Największym ciosem wymierzonym w ludność polską pozostałą po stronie sowieckiej była jednak tzw. operacja polska NKWD z lat 1937–1938, w wyniku której NKWD aresztowało i straciło tysiące osób polskiego pochodzenia, a „polskie” wsie często pozostały opuszczone.
Sam pisarz, który po wojnie polsko-bolszewickiej opuścił rodzinną wieś Przesieka i pozostał po stronie polskiej, przez lata nie ujawniał prawdziwego miejsca swojego pochodzenia. Najprawdopodobniej chciał w ten sposób chronić pozostałą rodziny. Z dokumentów wynika, że pozostali w ZSRR Czarnyszewiczowie musieli w wyniku kolektywizacji opuścić Przesiekę, a jego brat Bernard został w 1937 roku aresztowany przez NKWD i rozstrzelany w twierdzy bobrujskiej.
Treść powieści zawierająca wiele szczegółów topograficznych oraz jej autobiograficzny charakter pozwalają jednak na dokładne zlokalizowanie wielu opisywanych miejsc.

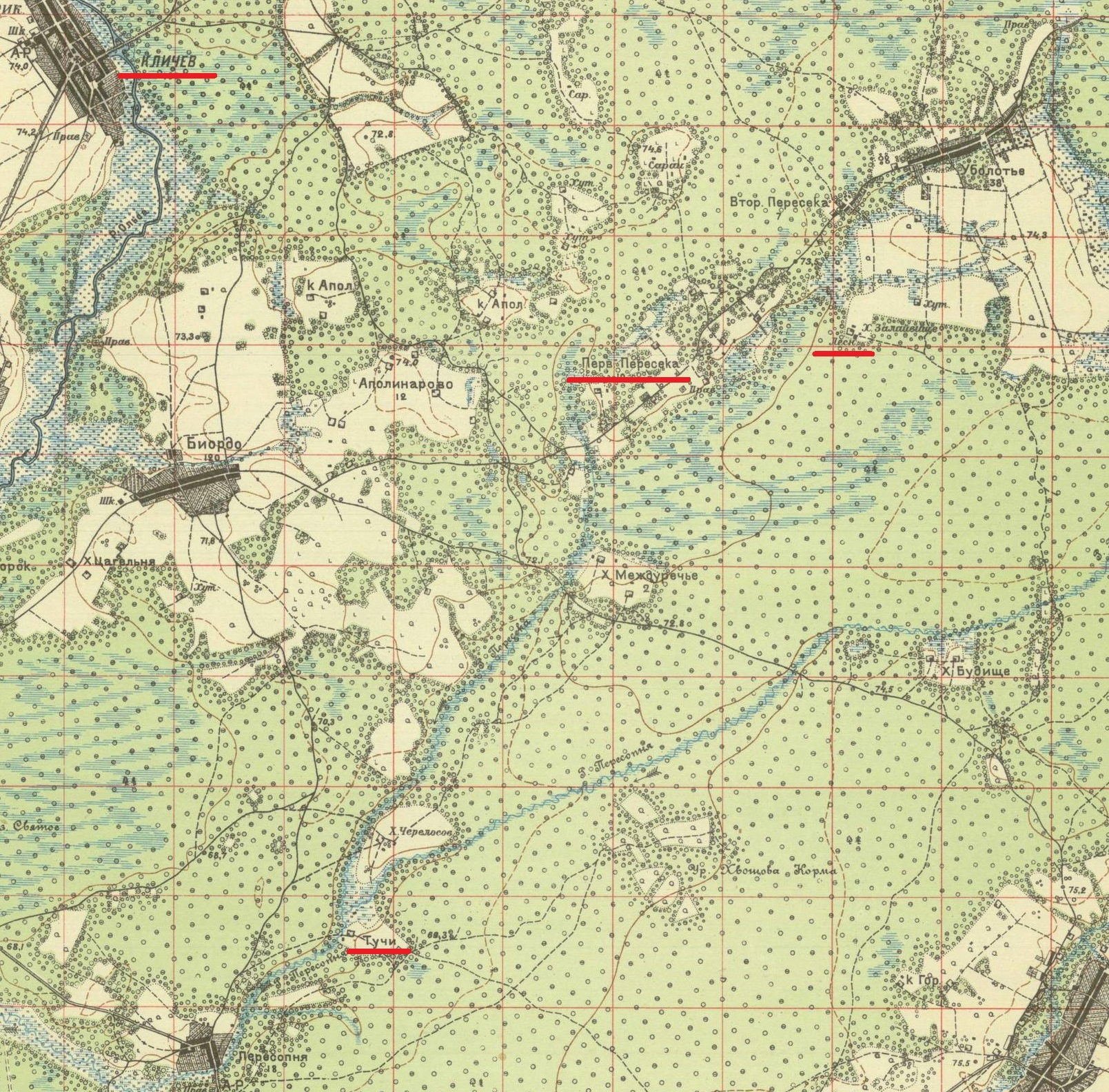

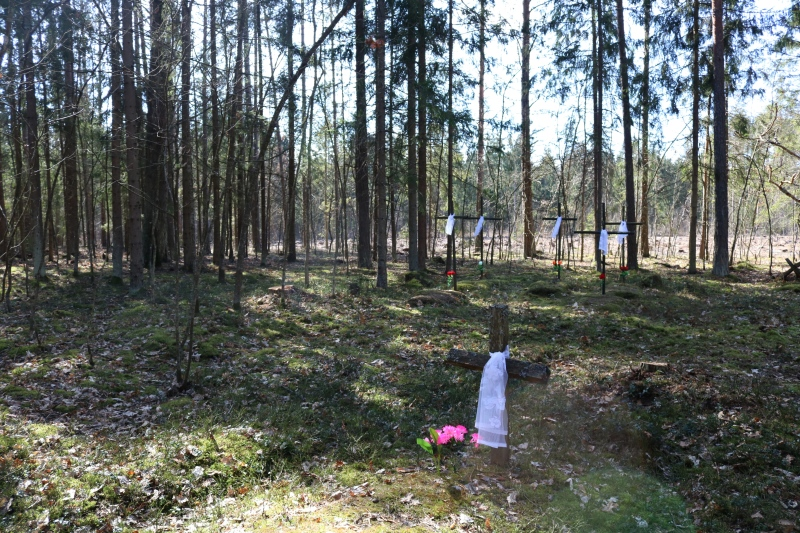
Przesieka (powieściowa Smolarnia), po której pozostały tylko te groby. Stan obecny. Fot. Alena Liaszkiewicz (2019)

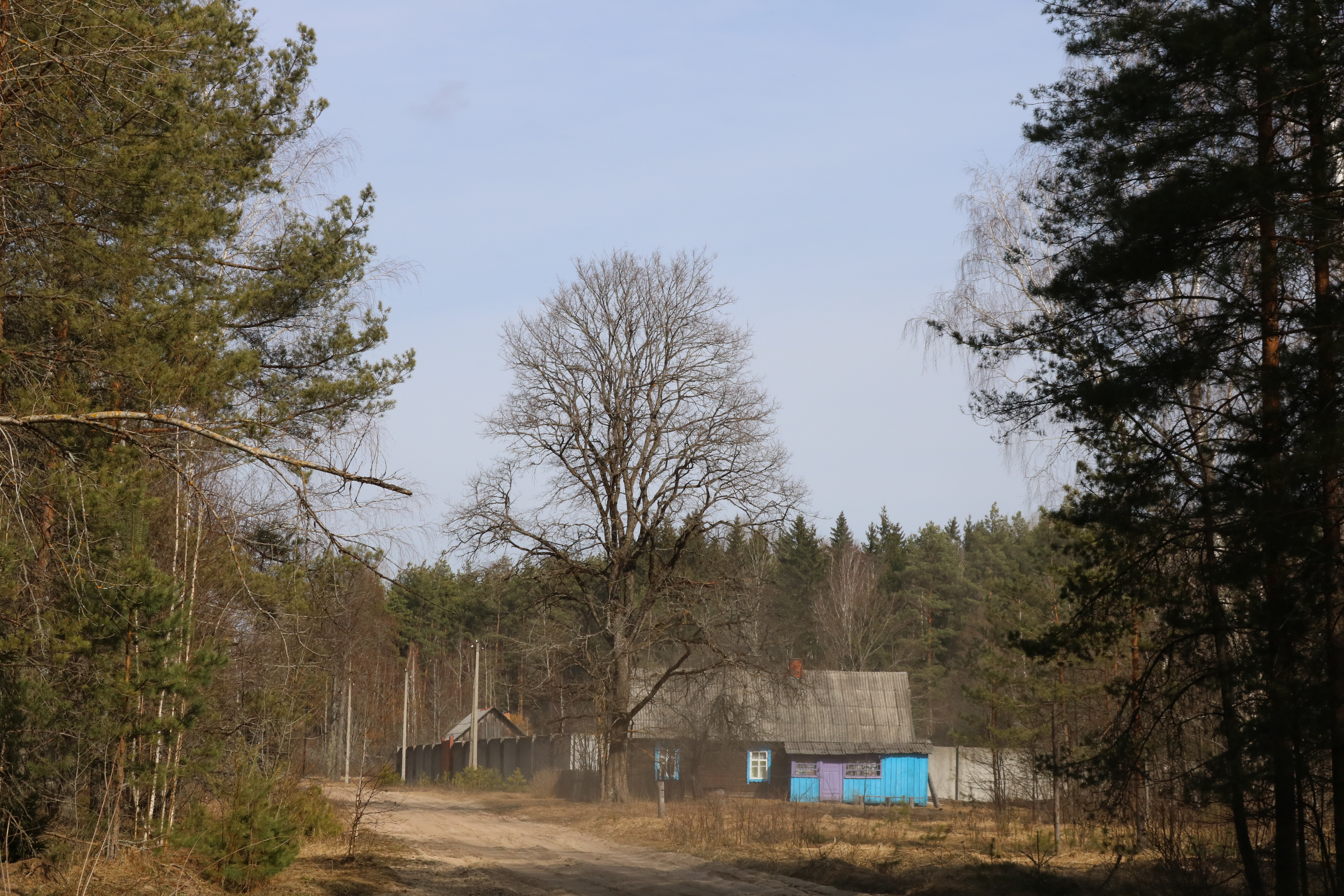
Wieś Ubołocie (powieściowe Uberezie), która sąsiadowała z Przesieką, stan obecny. Fot. Alena Liaszkiewicz (2019)

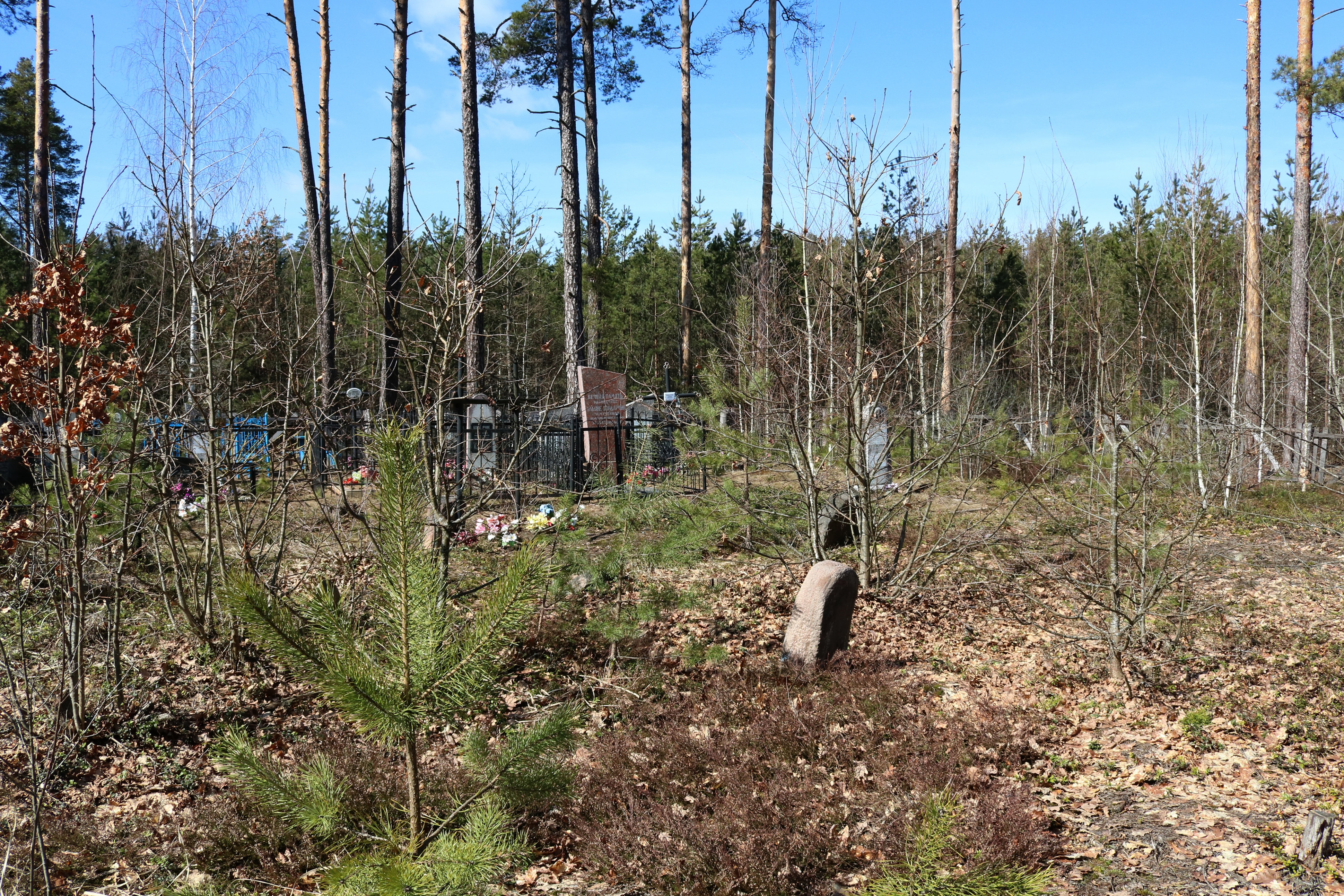
Groby we wsi Ubołocie (powieściowe Uberezie). Możliwe miejsce pochówku ojca i dziadka pisarza. Fot. Alena Liaszkiewicz (2019)

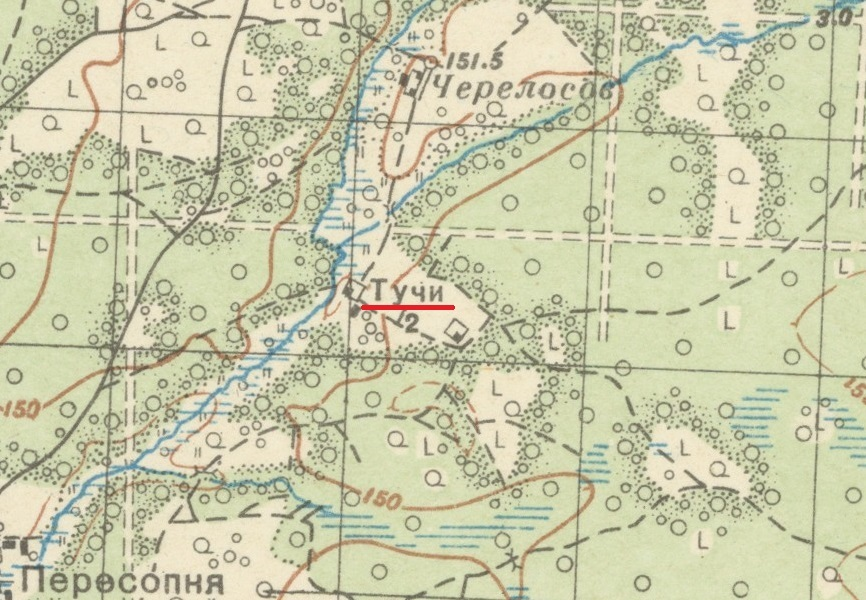
Topografia chutoru Tuczy (powieściowe Rogi). Fragment mapy sowieckiej z 1937 roku (N-35-95-D).

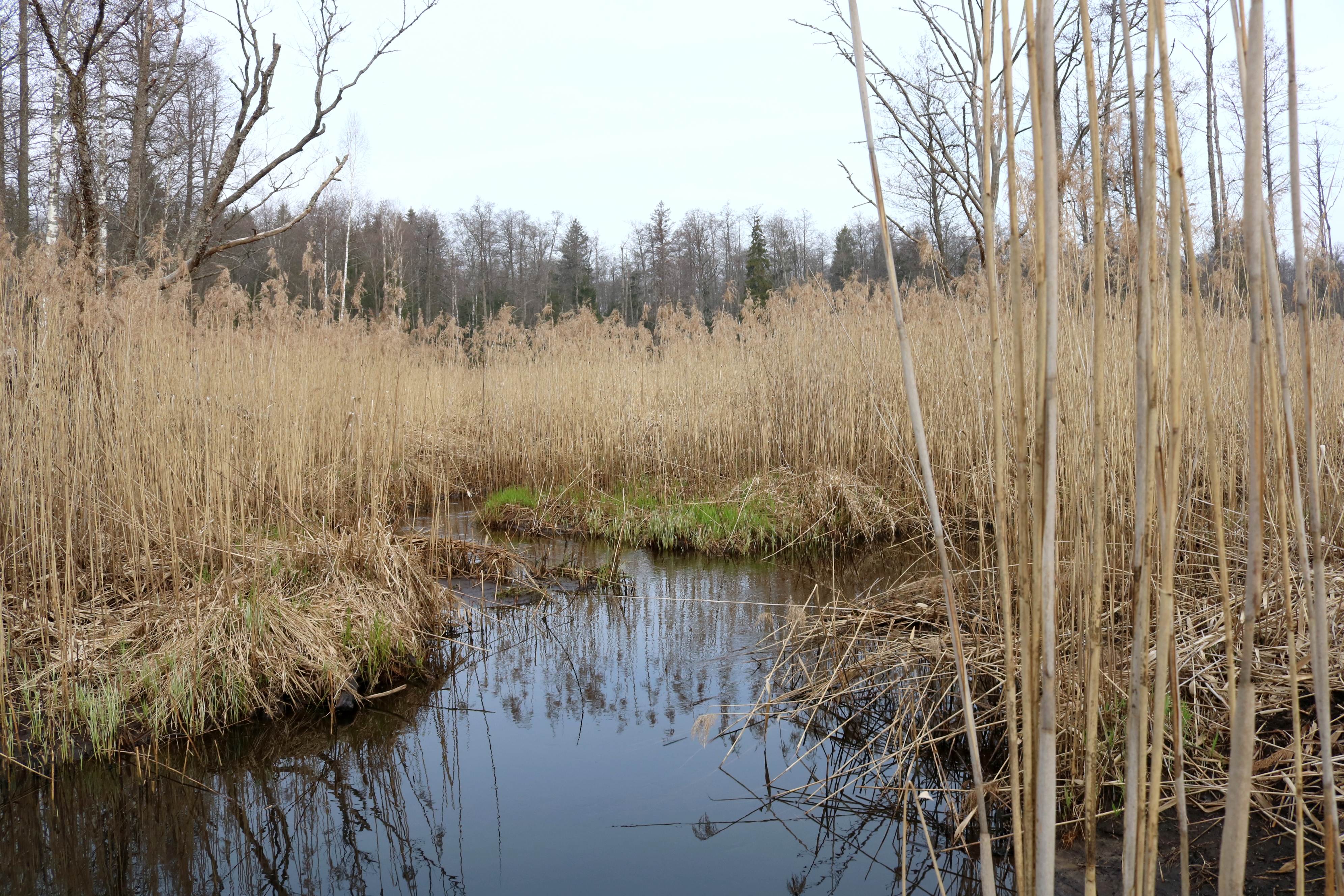
Miejsce zbiegu rzek Pieriesieka (lewa) і Pieriesopnia (prawa), gdzie znajdował się chutor Tuczy (powieściowe Rogi), stan obecny. Fot. Alena Liaszkiewicz (2019)

- Smolarnia – wieś położona na wschód od Berezyny, zamieszkana przez szlachtę zagrodową, główne miejsce akcji powieści. Zaścianek liczący 22 gospodarstwa, dotykający polami puszczy[16], leżący 7 wiorst (ok. 7,5 km) od najbliższego miasteczka, Wończy. Mieszkańcy Smolarni zachowują polską tożsamość i zwyczaje. Pierwowzorem literackiej Smolarni była poszlachecka wieś Przesieka (ros. Пересека, Pieriesieka, biał. Перасека), konkretnie Przesieka Pierwsza (Przesieka I), leżąca ok. 7-10 kilometrów na wschód od Kliczewa (powieściowej Wończy). Historyk i biograf pisarza Bartosz Bajków ustalił na podstawie dokumentów rodziny autora oraz badań terenowych, że Przesieka była zamieszkanym przez polską ludność zaściankiem, w którym dorastał nastoletni Florian Czarnyszewicz[17][8]. Lokalizacja Przesieki widoczna na przedwojennych mapach topograficznych odpowiada opisowi z powieści (odległość do miasteczka, bliskość puszczy i Wielkiego Błota, charakterystyczny „klin”). Również na zdjęciach satelitarnych na wschód od Kliczewa widoczne są pola i pozostałości nieistniejącej dziś wsi[18], najwidoczniej zlikwidowanej w ramach kolektywizacji i operacji polskiej lub opuszczonej w czasie II wojny światowej[19]. W 1953 roku pisarz ubolewał, że jego „Smolarnia (...) zarasta drzewami”, zaś według B. Bajkowa „obecnie obie Przesieki pokrywa gęsty las”[8][20]. Jedynym śladem po Przesiece jest niewielki cmentarz. Według miejscowych w jednym z grobów pochowana jest „jakaś kobieta z Czarnyszewiczów”, być może matka pisarza, Apolonia[13]. Literacką nazwę Smolarnia autor nadał zaściankowi najprawdopodobniej nawiązując do wsi Smolarnia (biał. Smalarnia) położonej 5 km na zachód od Kliczewa (więc z jego drugiej strony) lub innej miejscowości o tej nazwie[21].

- Rogi – chutor Bałaszewiczów, położony „w głuszy bezkresnych zaberezyńskich lasów, w otoku dwóch rzeczułek”,  założony przez „starego Bałaszewicza” (dziadka Stacha) w 1875 roku. Rogi leżały 9 wiorst (ok. 10 km) od miasteczka Wończa i 5 wiorst od najbliższej osady, białoruskiej wsi Nity. Znajdowały się na zachód od Smolarni lub Potoki[22]. Bałaszewiczowie opuszczają Rogi wiosną 1913 roku, by przeprowadzić się na własne gospodarstwo do niedalekiej Smolarni. Powieściowe Rogi Bałaszewiczów można zlokalizować na południowy zachód od Przesieki Pierwszej, u zbiegu rzek Przesieka (Pieriesieka, ros. Пересека, biał. Перасека) i Przesopnia (Pieriesopnia, ros. Перeсопня, biał. Перасопенка, Pierasopienka). Według przedwojennych map znajdowała się tam osada Tuczy (ros. Тучи, biał.  Тучы), która według przekazów krewnych pisarza była wcześniej rodzinnym chutorem Czarnyszewiczów i pierwowzorem Rogów[15]. Nazwa „Тучи” oznacza po rosyjsku „chmury”. Topografia osady odpowiada opisowi Rogów z powieści[23]. Obecnie na miejscu Tuczy nie ma żadnej zabudowy[24]. Według powieści do Rogów na miejsce Bałaszewiczów wprowadziły się trzy rodziny, co mogło oznaczać późniejszą rozbudowę chutoru[25]. Rzeczywista wieś Rogi (Rohi, biał. Рагі, Rahi), której nazwą najprawdopodobniej posłużył się autor, leży 17 km na wschód od Kliczewa, lecz nie odpowiada ona opisowi z powieści[26].

- Potoka – leśniczówka Wasielewskiego i jego syna Kościka, położona na 3-hektarowej polanie w puszczy pół godziny drogi pieszej od Smolarni[27]. Prawdopodobnie leżała na południe od Smolarni i na wschód od Rogów[28]. Na przedwojennych mapach topograficznych najbliższą leśniczówką (лесн.) położoną na południe od Przesieki jest Załajwiszcze (ros. Залайвище)[29]. Rzeczywista wieś o nazwie Potoka (Потока) leży ok. 8 km na północ od Kliczewa, jednak poza nazwą nie odpowiada ona opisowi z powieści.

- Uberezie – sąsiadująca ze Smolarnią wieś białoruska, przychylnie nastawiona do Polaków. Można ją utożsamić z wsią Ubołocie (ros. Уболотье, biał. Убалаць) sąsiadującą od wschodu z Przesieką Drugą, leżącą przy Wielkim Błocie”[8]. Dziś Ubołocie jest częściowo opuszczoną wsią, zamieszkaną głównie przez starsze osoby. Na pobliskim cmentarzu znajdują się również groby opisywane przez miejscowych jako polskie, prawdopodobnie należące do mieszkańców sąsiedniej Przesieki, w tym być może grób ojca i dziadka pisarza[13][15].

- Wielkie Błoto – podmokły teren w sąsiedztwie Smolarni, w pobliżu którego leżały również inne zaścianki (Polanki, Siniawka, Borsuki)[30]. Rzeczywisty teren uroczyska o tej nazwie rozciąga się na północny wschód od Przesieki Drugiej.

- puszcza smolarska – lasy rozciągające się na podmokłych rejonach nadberezyńskich, miejsce ukrywania się Kościka Wasilewskiego i później polskich oddziałów przed bolszewikami.

- Nity – wieś białoruska położona 5 wiorst od Rogów, wrogo nastawiona do Polaków. Ze wsi Nity i Grzybki pochodzili członkowie bandy Kurtopalca, która napadała na polskie zaścianki i chutory. Pierwowzorem Nitów mogła być wieś Biordo (ros. Биoрдo, biał. Бёрда).

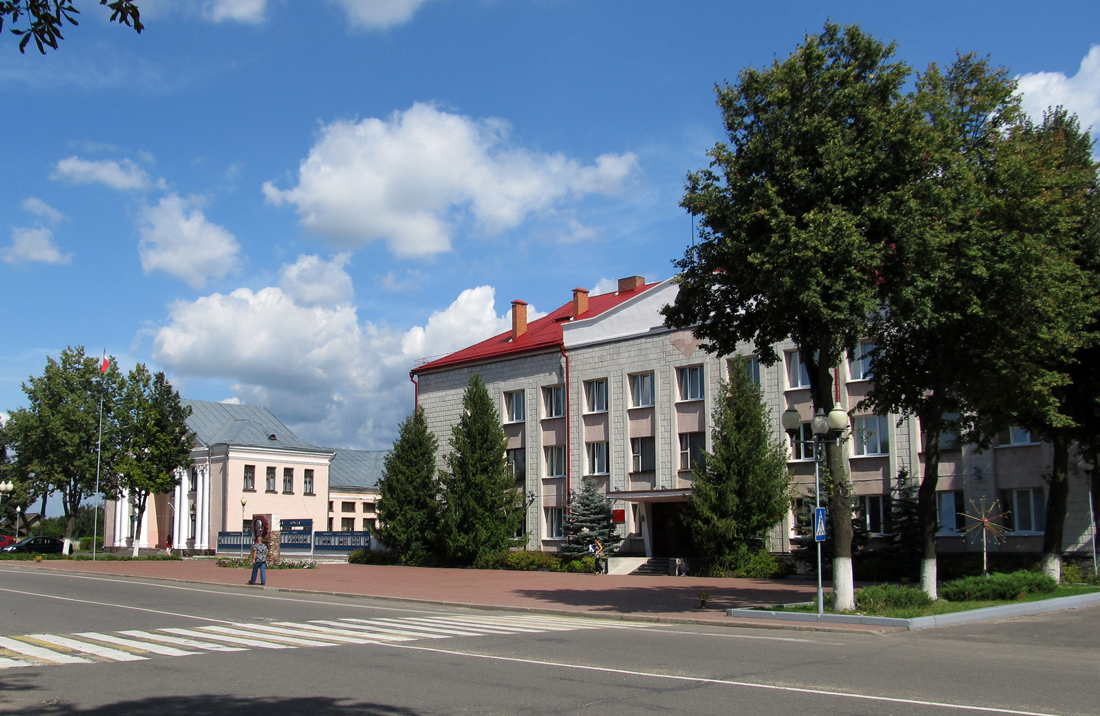
Kliczew (powieściowa Wończa), widok obecny.

- Wończa – miasto najbliższe Smolarni, ośrodek dla ludności rozproszonych zaścianków rejonu wończańskiego. „Zwykłe kresowe” wielonarodowościowe miasteczko. Znajdowała się tam państwowa szkoła, w której jesienią 1911 roku Stach Bałaszewicz podejmuje naukę i gdzie później poznaje Kościka Wasilewskiego. W Wończy Stach mieszka u kołodzieja Sadowskiego i jego  żony. W późniejszym czasie dzięki staraniom okolicznych Polaków powstała tam katolicka kaplica. Pod nazwą Wończa kryje się  miasto Kliczew (pol. Kliczów) nad Olsą. Według przekazów rodzinnych Czarnyszewicze czasem podawali Kliczew jako miejsce swojego pochodzenia (zapewne w przybliżeniu). Również położenie i opis powieściowej Wończy w pełni odpowiada Kliczewowi”[8][31][32]. Literacka nazwa miasteczka mogła nawiązywać do leżącej na wschód od Kliczewa wsi Gończa (biał. Honcza, Гонча), która nosiła również polską nazwę Wonicze[33].

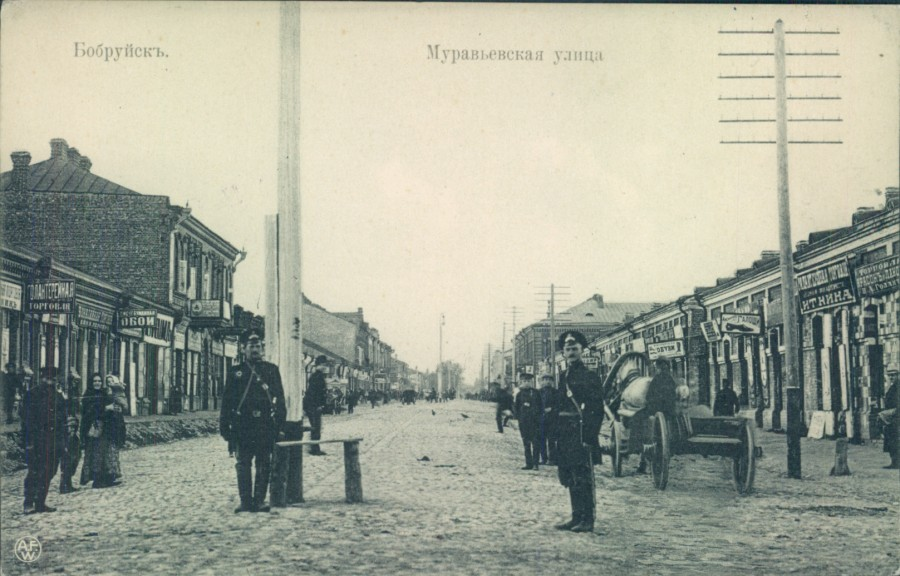
Bobrujsk, początek XX w.

- Bobrujsk – główne miasto nad Berezyną należące do guberni mińskiej, liczące w początkach XX wieku 50 tysięcy ludności. Najważniejszy ośrodek dla całej ludności nadberezyńskiej. W czasach carskich znajdował się tu zbudowany w 1903 roku „polski” Kościół Niepokalanego Poczęcia NMP (w powieści kościół Świętej Trójcy, miejsce „Białej Procesji”). Florian Czarnyszewicz czasem podawał Bobrujsk jako miejsce swego pochodzenia (zapewne w przybliżeniu). W czasie I wojny światowej miejsce koncentracji polskich oddziałów w Rosji, w 1918 opanowane przez I Korpus Polski generała Józefa Dowbor-Muśnickiego. W czasie wojny polsko-bolszewickiej od października 1919 aż do lipca 1920 roku, gdy front i zasięg władzy polskiej sięgał Berezyny, miasto było siedzibą polskich władz wojskowych. Smolarzanie dochodzili do miasta od strony podbobrujskiej wsi Zielonka (nazwa rzeczywista).

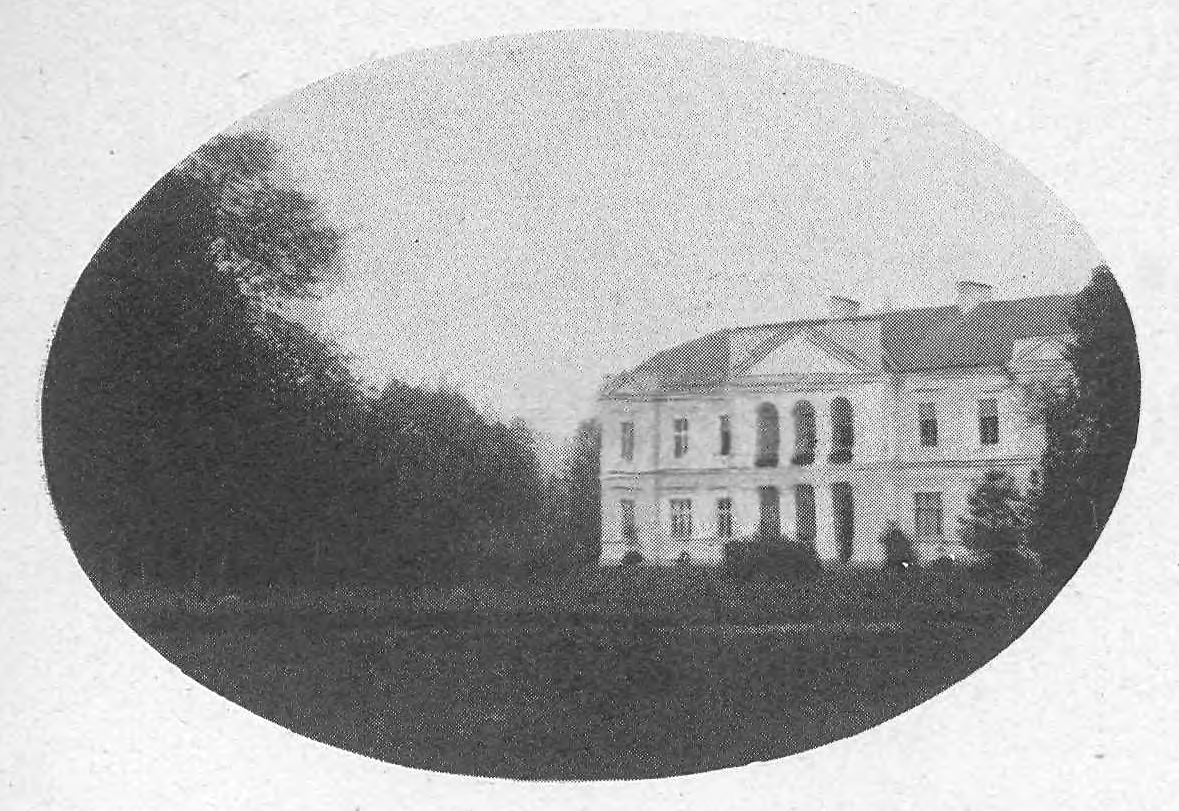
Bacewicze, siedziba Niezabytowskich (powieściowe Kuncewicze pana Nieśmiertelnego), widok sprzed 1918 r.

- Kuncewicze – majątek „pana Nieśmiertelnego” leżący ponad 12 wiorst od Smolarni[34]. W tamtejszym młynie doszło do awantury z udziałem Mieczyka Piotrowskiego. W powieści wspomniano również „pałac kuncewicki”. Tożsame z majątkiem ziemskim Bacewicze, należącym do Karola Niezabytowskiego położonym 14 km na południowy zachód od Kliczewa[8].

- Truchowicze, Wieliczkowo – wsie leżące przy szosie do Bobrujska. Truchowicze, gdzie doszło do bójki z przeciwnikami Dowbora, to być może Lubonicze.

- Michaliszki (duży zaścianek leżący z drugiej strony Wończy, ośrodek polskości) oraz inne nadberezyńskie zaścianki (szlacheckie gromady lub artele) i chutory w rejonie Wończy: min. Jamy, Polanki, Siniawka, Borsuki, Lizuny, Turkacze, Szpyrki, Szeptuny, Grodzianka, Birki Małe i inne. Dokładna lokalizacja większości z wymienionych w powieści polskich osad jest niemożliwa. Większość z nich przestała istnieć lub zatraciła swój charakter w wyniku przymusowej kolektywizacji 1929-34 i akcji polskiej NKWD 1937-38. W roku 2011 członkowie białoruskiego Studenckiego Towarzystwa Etnograficznego (Студэнцкае этнаграфічнае таварыства) z Mińska przeprowadzili ekspedycję terenową w rejonach kliczewskim i kirowskim[35]. W wyniku ekspedycji zlokalizowano szereg dawnych „szlacheckich” wsi, min. w rejonie kliczewskim są to: Okolica (Аколіца), Turczyłow (Турчылоў), Mikołajewka (Мікалаеўка), Anatolewka (Анатолеўка), Dubrawki (Дубраўкі), Aleksiejewka (Аляксееўка), Dzmitrowka (Дзмітраўка), Haliszczyna (Галішчына), Repiszcza (Рэпішча), Honoratów (Ганаратаў), Kobylanka (Кабылянка). W wiosce Okolica (Аколіца) leżącej 6 km na południe od Kołbczy członkowie ekspedycji odnaleźli polski cmentarz, na którym znajduje się grób z nazwiskiem Zdanowicz[36].

- Łosza – miejscowość nad Berezyną, gdzie znajdował się punkt zborny przy kopaniu okopów w 1915 roku. Być może nazwa nawiązuje do rzeki Olsa lub wsi o tej samej nazwie.
- Żerdzianka – zaścianek, w którym Stach skutecznie agitował do wstąpienia do polskich oddziałów. Szło się do niego w górę Berezyny, na północ od Łoszy.
- Wieżgajłowo – duży zaścianek, którego mieszkańcy znani byli z patriotyzmu. Leżał za Żerdzianką.
- Białynicze – miasto nad Drucią, ok. 80 km na północ od Kliczewa, znane z obrazu Matki Boskiej. Pod Białyniczami leżały zaścianki, których mieszkańcy byli częściowo zruszczeni.
- Okolica – duży zaścianek w rejonie białynickim nad rzeczką Niłką, gdzie Stach prowadził nielegalną szkołę polską. Leżała kilkadziesiąt wiorst na północny wschód od Smolarni, w kierunku Białynicz, w niewielkiej odległości od Druci. W pobliżu leżało kilka mniejszych zaścianków oraz duża wieś białoruska Niłka. Słowo „okolica” jest synonimem zaścianka[37]. Na Białorusi jest kilka miejscowości o tej nazwie (biał. Аколіца), w tym jedna osada w rejonie kliczewskim, gdzie zachowały się polskie groby[38].
- Krośno – miasteczko w pobliżu Okolicy, gdzie Stach był więziony za prowadzenie szkoły i skąd uciekł.
- Śliwki – zruszczona wieś polska w rejonie Krośna, gdzie Stach został pojmany.
- Muraszki, Kruczki – zaścianki pod Białyniczami, skąd pochodził Hipolit Wędliński i jego mocno zruszczona rodzina przybyła na wesele do Smolarni.
- między Borysowem nad Berezyną a Rzeczycą nad Dnieprem – tereny, na których Stach i Kościk prowadzili działalność wywiadowczą na rzecz wojska polskiego w 1919 roku.
- Żłobin – miasto nad Dnieprem, miejsce koncentracji wojsk sowieckich, szpiegowane przez Stacha i Kościka. Obok leżała wieś Karpiłówka, gdzie nocowali.
- Hrebla – miasteczko w pasie naddnieprzańskim, gdzie wojenny komisarz „Miszka” więził Stacha i Kościka. Sąsiadowała z nim wieś Wiły, gdzie zostali aresztowani.

## Postaci

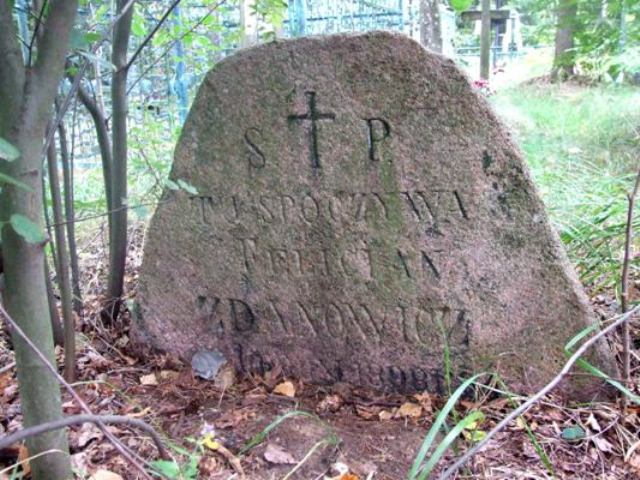
Grób z nazwiskiem Zdanowicz w osadzie Okolica (biał. Аколіца), 6 km na południe od Kołbczy w rejonie kliczewskim. Zdjęcie z archiwum organizacji społecznej Studenckie Towarzystwo Etnograficzne (Студэнцкае этнаграфічнае таварыства) wykonane w czasie ekspedycji towarzystwa w 2011 roku.

### młodzież
- Stach (Stanisław) Bałaszewicz – syn Jana, urodzony w 1900 roku[40], pochodził z Rogów, od 12 roku życia mieszkał w Smolarni, zdolny uczeń szkoły w Wończy, zaangażowany w prowadzenie polskich szkółek i później w działalność wywiadowczą, alter ego autora powieści Floriana Czarnyszewicza
- Kościk (Konstanty) Wasilewski – pochodził z Potoki koło Smolarni, syn leśniczego, starszy przyjaciel Stacha i późniejszy polski żołnierz
- Karusia (Karolina) Sokołowska, zwana Byliną – piękna smolarzanka, narzeczona Kościka
- Kazik Zdanowicz – przyjaciel Kościka, żołnierz, przywódca towarzystwa polskiego „Siła” i bohater Smolarni
- Jaś Ładan – brataniec Kantyczki, były przyjaciel Kazika, sympatyk bolszewików
- Józik Oleński – fałszywy przyjaciel Kościka
- Kasia Ściepurzanka – przyjaciółka Karusi
- Walka Tryzno – narzeczony Kasi
- Hańka Piotrowska – córka Mieczyka, wychodzi za mąż za Hipolita
- Hipolit Wędliński – z bogatej, ale zruszczonej rodziny, żeni się z Hańką
- Hilary Blinkiewicz – rywal Kościka o względy Karusi
- Adaś Ściepuro – pierwszy przyjaciel Stacha w Smolarni

### smolarzanie
- Mieczyk (Mieczysław) Piotrowski, zwany Maniutką lub Wilczobiletnikiem – nieformalny przywódca i autorytet smolarzan, były sługa hrabiego, zna pana Nieśmiertelnego
- Ambroży Ładan, zwany Kantyczką – pobożny gospodarz zajmujący się w zaścianku duchownymi rzeczami
- Roman Huszcza, zwany Dudarem – starszy gospodarz sceptyczny wobec Kantyczki
- rodziny: Piotrowscy, Sokołowscy, Bałaszewiczowie, Tryzno, Ściepuro, Huszcza, Karapuzy, Zdanowiczowie, Ładanowie, Oleńscy, Miluta i inni

### postaci historyczne występujące w powieści

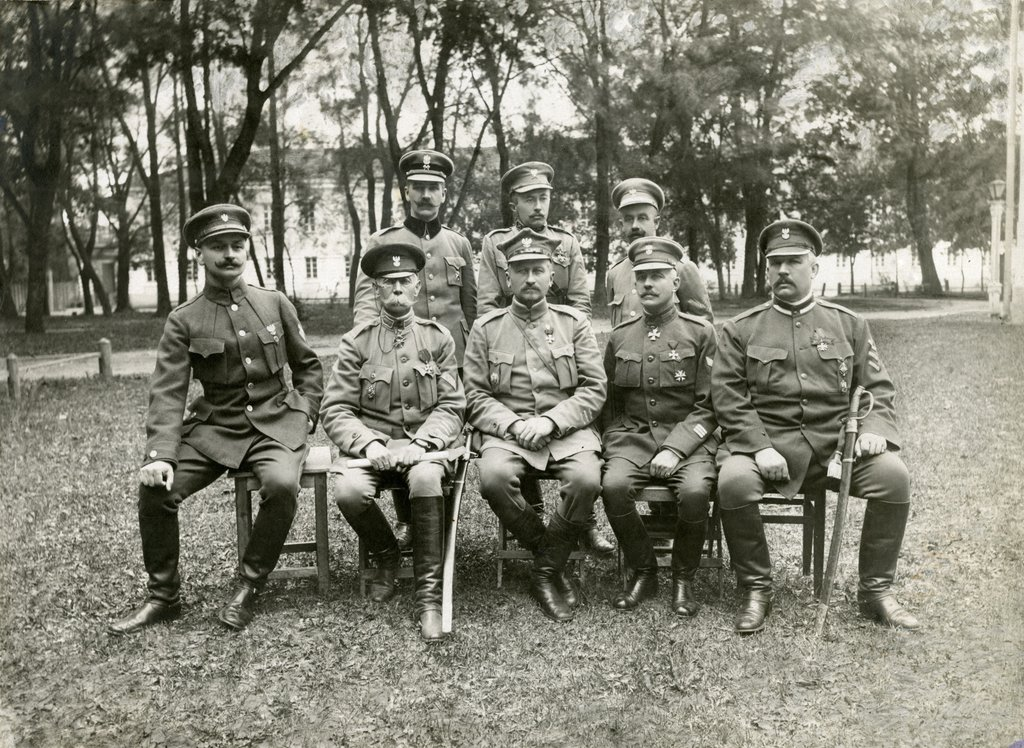
Gen. Józef Dowbor-Muśnicki (w środku) i sztab I Korpusu Polskiego w Rosji w 1918 r.

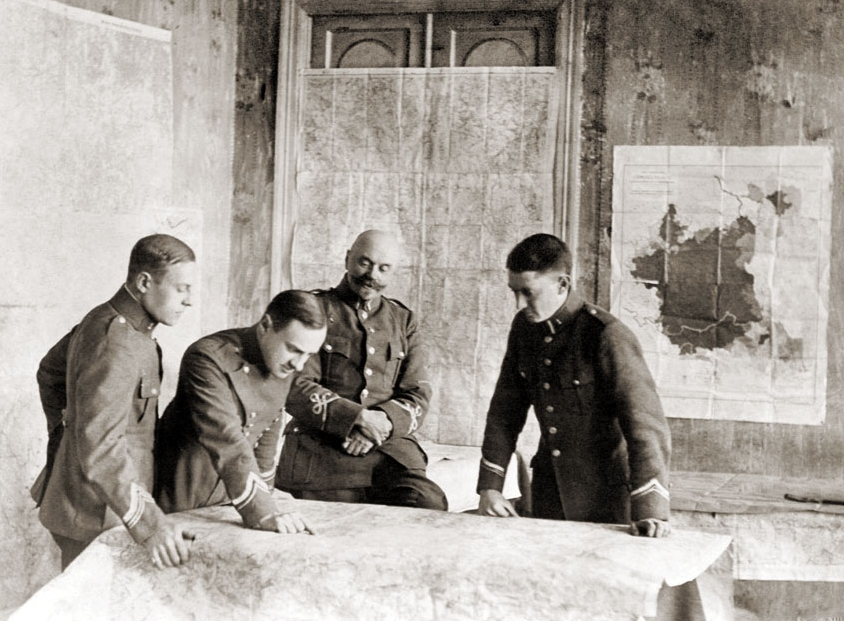
Gen. Daniel Konarzewski (drugi od prawej) i sztab 14 Wielkopolskiej Dywizji Piechoty. Wojna polsko-bolszewicka, 1920 r.

- generał Józef Dowbor-Muśnicki – dowódca Pierwszego Korpusu Polskiego z siedzibą w Bobrujsku
- generał Daniel Konarzewski – dowódca 14 Dywizji Wielkopolskiej stacjonującej od 1919 roku w Bobrujsku
- pan Nieśmiertelny – właściwie Karol Niezabytowski, „najważniejszy pan w kraju”, polski ziemianin i wpływowy polityk w carskiej Rosji i II RP, właściciel dóbr w Bacewiczach (powieściowe Kuncewicze)
- biskup Zygmunt Łoziński – biskup miński i działacz kresowy, uczestniczył w poświęceniu kaplicy w Wończy
- Eugeniusz Światopełk-Mirski – dziekan mohylewski, zamordowany później przez bolszewików
- Stanisław Wańkowicz – delegat Związku Ziemian, stryj Melchiora.

## Recenzje
Wydana na emigracji powieść nieznanego autora znalazła uznanie czołowych krytyków emigracyjnych, a później krajowych:
- Czesław Miłosz pisał:

Wystarczyło jednej stronicy, ażebym uległ wpływowi tego narkotyku i przeczytał jednym tchem 577 stronic dużego formatu... W powieści Czarnyszewicza są »Krzyżacy«, »Potop«, i »Pan Tadeusz« równocześnie. Bohaterowie trochę zbiednieli od czasów Polski szlacheckiej. Książkę uznawał za „nieporównany rysunek obyczajów”, doskonalszy od „Chłopów” Reymonta”.
- Józef Czapski w 1953 r. pisał do Jerzego Stempowskiego:

Czy wiesz, że dziesięć lat temu wyszła książka po polsku w Argentynie, o której boję się ci pisać w za dużych superlatywach, bo tak namiętnie ją pokochałem. Pisana przez zagrodowego szlachcica znad Berezyny. Język słowotwórczy, dźwięczny, półbiałoruski. Konkretność wizji, miłość ziemi, drzew, chmur, obok której Reymont sztuczny jest i zimny, obok której myśleć można tylko o »Panu Tadeuszu«. […] Wierz mi, ta książka, nad którą z Marysią jak stare osły płaczemy, zostanie i będzie świadczyć o tamtej Atlantydzie.
- Jędrzej Giertych pisał:

Polska szlachta zagrodowa ma w literaturze szczęście. Po Dobrzyniu z »Pana Tadeusza«, po Laudzie z »Potopu«, po Bohatyrewiczach z »Nad Niemnem«, otrzymujemy czwarty pomnik: Czarnyszewicza Smolarnię.
- Michał Kryspin Pawlikowski wychowany w majątku Pućków za Berezyną pod Bobrujskiem pisał:

Jak »Cichy Don« jest eposem kozactwa w okresie pokoju i wojny, tak »Nadberezyńcy« są eposem szlachty zagrodowej, której mnogie setki tysięcy rozsiane były jeszcze przed 30 laty – w zaściankach, zagrodach, futorach i »okolicach« – w dorzeczach Berezyny, Ptyczy, Druci i Dniepru. Nie zawaham się użyć jeszcze mocniejszego porównania: »Nadberezyńcy« – to »Wojna i Pokój« naszych polskich kresów [...] Porównanie »Nadberezyńców« z »Wojną i Pokojem« robię nie tylko bez wahania, lecz z naciskiem. Czarnyszewicz – pisarz-samouk – nie dorósł, oczywiście, ani do mrożących krew, zawrotnych wyżyn tołstojowskiej myśli filozoficznej, ani do maestrii stylistycznej Tołstoja, tej maestrii, którą w prostocie ducha nazywamy – prostotą stylu... Ale: plastyczność i wstrząsająca prawda psychologiczna typów ludzkich – wartki, żywy, przykuwający, choć pozbawiony wszelkich tricków tzw. intrygi, tok opowieści – wreszcie piękny język, brzmiący odświeżająco dla uszu, nawykłych do hegemonii »oficjalnej« nieco zmazurzonej (czy może skrakowiałej) polszczyzny – wszystko to stawia książkę Czarnyszewicza na poziomie pierwszorzędnych arcydzieł eposu polskiego.
- Piotr Zychowicz w poświęconej traktatowi ryskiemu książce Pakt Piłsudski-Lenin nadał jednemu z rozdziałów tytuł „Nadberezyńcy” i wyjaśnił:

Tytuł tego rozdziału zaczerpnąłem z książki wybitnego pisarza emigracyjnego Floriana Czarnyszewicza. Jego „Nadberezyńcy” są jedną z najpiękniejszych, a zarazem najbardziej przygnębiających powieści w całej naszej literaturze. To kronika zapomnianego polskiego plemienia, które mieszkało niegdyś w dorzeczu Berezyny i Dniepru na wschodnim pograniczu Wielkiego Księstwa Litewskiego.
- Paulina Subocz-Białek i Ireneusz Staroń w książce Poza mapą. O „Nadberezyńcach” Floriana Czarnyszewicza piszą:

„Nadberezyńcy" Czarnyszewicza to prawdziwy „biały kruk” nie tylko literatury kresowej, lecz także wielkich, epickich powieści XX wieku. To zapis poświadczony biografią tysięcy krajan, tytułowych Nadberezyńców, mówiących często z pół-białoruska i przenikniętych mocno ideą jagiellońskiej Rzeczypospolitej. Bo „poza mapą” kanonu historii, daleko za Berezyną jaśniała kultura, której bez autora nigdy byśmy nie poznali. Określenie „poza mapą” w sposób szczególny zaważyło przecież na losach Floriana Czarnyszewicza – uchodźcy zza granicy ryskiej, który w nowej Polsce znalazł się „poza mapą” oczekiwań społecznych, następnie zaś w Argentynie wiódł pełne trudów życie. Jego epos wydany po raz pierwszy w 1942 roku w Buenos Aires był z kolei „poza mapą” ówczesnej literatury, skupionej przecież na II wojnie światowej. Symboliczny powrót Czarnyszewicza z emigracji okazał się możliwy dopiero po upadku komunistycznego reżimu, choć kraj, o powrocie do którego marzył zginął już bezpowrotnie.

## Wydania
- 1942 – Buenos Aires, wyd. Circulo Argentino Polonia Libre
- 1976 – Toronto, wyd. Alliance Library
- 1991 – Lublin, wyd. Fundusz Inicjatyw Społecznych
- 2010 – Kraków, wyd. Arcana (oraz wznowienia)
- 2014 – Warszawa, wyd. Fundacja Niezależny Zespół Badawczy (audiobook)
- 2017 – Mińsk, wyd. Янушкевіч (przekład na język białoruski)
- 2019 – Grodzisk Mazowiecki, wyd. Klinika Języka

## Adaptacja radiowa
Od 21 lutego do 5 kwietnia 2018 roku na antenie Programu II Polskiego Radia emitowane były fragmenty powieści czytane przez Adama Ferencego w opracowaniu radiowym Anny Lisieckiej. Fragmenty adaptacji są również dostępne do odsłuchania online na stronie Polskiego Radia.

## Źródła

### Źródła polskie
- Maciej Urbanowski, Arcydzieło nieznane, „Rzeczpospolita”, 2.07.2010
- Mariusz Cieślik, Pan Tadeusz XX wieku, Newsweek Polska, 13.09.2010
- "Nadberezyńcy" Floriana Czarnyszewicza. Arcydzieło o Kresach, Polskie Radio, 15.03.2018
- Kazimierz Maciąg, Kresy, Arkadia i Atlantyda: Nadberezyńcy Floriana Czarnyszewicza w kontekście tradycji literackiej, w: „Zeszyty Naukowe Uniwersytetu Rzeszowskiego” (7/2012)
- Bartosz Bajków, Florian Czarnyszewicz: przyczynek do biografii, w: Arcana (nr 138), listopad/grudzień 2017
- Paulina Subocz-Białek, Ireneusz Staroń, Poza mapą. O "Nadberezyńcach" Floriana Czarnyszewicza, Arcana, Kraków 2020.
- Paulina Subocz-Białek, Ireneusz Staroń, Nostalgiczna pieśń powrotu. O twórczości Floriana Czarnyszewicza[46], Kraków 2020.
- Paulina Subocz-Białek, Ireneusz Staroń, Cienie platanowej Avenida de Mayo, "Twórczość" 2020, nr 9.
- Bartosz Bajków, Diana Maksimiuk, Florian Czarnyszewicz Los człowieka. Tom 1 - Znad Berezyny nad La Platę (1900 - 1955), wyd. Instytut Pamięci Narodowej, 2024, ISBN 978-83-8376-076-6

### Źródła białoruskie
- Алена Ляшкевіч, Клічаўскія тайны,  "Культура", № 52-53 (1282-1283), 24.12.2016-06.01.2017, kimpress.by
- Алена Ляшкевіч, Засцянковая Атлантыда Фларыяна Чарнышэвіча, 09.02.2017, novychas.by
- Алена Ляшкевіч, Літаратурная загадка, 25.08.2017, bf.by
- Алена Ляшкевіч, Жыхары Клічава хочуць запрасіць Стывена Тайлера выступіць на «Ночы музеяў», 21.04.2019, novychas.by
- Алена Ляшкевіч, Шляхціча з-пад Клічава рэпрэсавалі за фота маці вакаліста «Aerosmith», 19.04.2019, novychas.by
- Сяргей Трафілаў, Дед знаменитого рокера Стивена Тайлера был родом из-под Кличева и шпионил против большевиков, 16.07.2019, Komsomolska Prawda
- Лідзія АЧЫНОВІЧ, Мілым землякам з ракі Бярэзіна..., 8.08.2017, strona Muzeum w Kliczewie
- Сяргей Шупа, Сяргей Шупа пра бабруйскі раман, 25.09.2013, Radio Svoboda
- Дзьмітры Гурневіч, Лідэр Aerosmith і «прынцэса эльфаў» — нашчадкі Флярыяна Чарнышэвіча, 22.02.2017, Radio Svoboda
- Денис Мартинович, Привет из Буэнос-Айреса. Польский разведчик о Бобруйске и побеге из белорусской тюрьмы, 30.01.2017, tut.by
- Юрый Тамковіч, Надбярэзінская шляхта, Наша гісторыя nr 1 (30) 2021